# لولي روك
لولي روك هي برنامج رسوم متحركة فرنسي من إنتاج استوديوهات زودياك كيدز عرض المسلسل على قناة فرنسا 3 في 18 أكتوبر 2014. وعرض بالنسخة العربية مدبلج على قناة ديزني الشرق الاوسط.

## القصة
ثلاث أميرات سحريات سريات وهم إيريس أوريانا وتاليا وحيوان سحري يتحول إلى حصان مجنح اسمه امارو، ولديهم أيضا صديقتان وهم أيضا أميرات سحريات سريات واسمهم كريسا ولينا يحاربن لاسترجاع مملكة إفيديا من غرامور وتابعيه ميفيستو وبركسينا واسترجاع مملكة اوريانا وهي فولتا ومملكة تاليا وهي زيرس وومملكة كريسا وكيلكس ومملكة لينا وهي بورايلس وايرس وتاليا واوريانا يعملون مغنيات في فرقة روك اسمها لولي روك

## وصلات خارجية
- لولي روك على موقع IMDb (الإنجليزية)
- لولي روك على موقع نتفليكس (الإنجليزية)
- لولي روك على موقع فيلمافينيتي (الإسبانية)
- لولي روك على موقع كينوبويسك (الروسية)
- لولي روك على موقع ألو سيني (الفرنسية)
- لولي روك على موقع قاعدة بيانات الفيلم (الإنجليزية)